# Comuna de Bierzwnik
Bierzwnik (polaco: Gmina Bierzwnik) é uma gminy (comuna) na Polónia, na voivodia de Pomerânia Ocidental e no condado de Choszczeński.
De acordo com os censos de 2005, a comuna tem 4.850 habitantes, com uma densidade 20,3 hab/km².

## Área
Estende-se por uma área de 238,92 km².